# ZeroZeroZero
ZeroZeroZero és una sèrie de televisió dramàtica italiana creada per Stefano Sollima, Leonardo Fasoli i Mauricio Katz per a Sky Atlantic, Canal+ i Amazon Prime Video. Es basa en el llibre homònim de Roberto Saviano, el qual és un estudi del negoci al voltant de la cocaïna, que cobreix el seu transport a través de diversos continents. La sèrie és protagonitzada per Andrea Riseborough, Dane DeHaan i Gabriel Byrne com la família estatunidenca Lynwood, que controla una companyia naviliera internacional que actua com a intermediària de cocaïna entre el crim organitzat mexicà i l'italià. La sèrie deriva el seu nom de la cocaïna més pura (000) del mercat. Es va rodar a Mèxic, Itàlia, Senegal, el Marroc i els Estats Units d'Amèrica.
L'estrena mundial de ZeroZeroZero va ser el 5 de setembre de 2019 al 76è Festival Internacional de Cinema de Venècia, on es van projectar els dos primers episodis fora de competició. La sèrie es va estrenar a la televisió el 14 de febrer de 2020 a Sky Atlantic a Itàlia. La banda sonora del grup escocès Mogwai es va publicar l'1 de maig de 2020.

## Argument
ZeroZeroZero segueix el viatge problemàtic d'un gran enviament de cocaïna des de la ciutat mexicana de Monterrey fins al municipi calabrès de Gioia Tauro. Els venedors són els narcotraficants mexicans Enrique i Jacinto Leyra, que són ajudats en les seves activitats criminals per Manuel Quinteras i el seu grup de soldats corruptes; el comprador és Don Minu La Piana, un cap de la 'Ndrangheta, la posició del qual és desafiada pel seu ambiciós net Stefano i la família Curtiga; els intermediaris encarregats de l'enviament són els Lynwood, una família de Nova Orleans propietària d'una prestigiosa companyia naviliera. Les baralles internes a la 'Ndrangheta fan que l'enviament sigui redirigit al Marroc i el retard té conseqüències dramàtiques per a totes les parts implicades.